# Heinz Kubsch
Heinz Kubsch (ur. 20 lipca 1930 w Essen, zm. 24 października 1993) – niemiecki piłkarz występujący na pozycji bramkarza.

## Kariera klubowa
Kubsch zawodową karierę rozpoczynał w klubie Sportfreunde Katernberg. W 1953 roku trafił do FK Pirmasens. W 1954 roku wywalczył z klubem wicemistrzostwo Oberligi Süd. W 1958, 1959 oraz 1960 zdobył z zespołem mistrzostwo Oberligi Süd. W 1961 roku zakończył karierę.

## Kariera reprezentacyjna
W reprezentacji NRF Kubsch zadebiutował 25 kwietnia 1954 w wygranym 5:3 towarzyskim meczu ze Szwajcarią. W tym samym roku został powołany do kadry na mistrzostwa świata. Nie zagrał na nich ani razu, a Niemcy wygrali tamten turniej. Po raz ostatni w kadrze zagrał 21 listopada 1956 w przegranym 1:3 towarzyskim pojedynku ze Szwajcarią. W latach 1954–1956 w drużynie narodowej rozegrał w sumie 3 spotkania.